# Procesy glacjalne
Procesy glacjalne – proces rzeźbotwórczy związany z działalnością lodowców i lądolodów. Polega na niszczeniu i przeobrażaniu podłoża oraz transportacji materiału skalnego, a także budowania nowych form rzeźby terenu. Efektem procesów glacjalnych jest powstanie rzeźby glacjalnej. Procesy te zachodziły powszechnie w przeszłości i zachodzą obecnie we wszystkich obszarach zlodowacenia.
Zaliczany jest do najważniejszych procesów morfogenetycznych.